# Triangle de Bernoulli
Le triangle de Bernoulli est une présentation en tableau triangulaire des sommes partielles des lignes du triangle de Pascal. 
Il est répertorié comme suite A008949 de l'OEIS.

## Description
Pour tout entier naturel n et tout entier k entre 0 et n, le terme de la ligne d'indice n et de la colonne d'indice k est donné par :
{\displaystyle B_{n,k}=\sum _{p=0}^{k}{n \choose p},}
i.e., la somme des k + 1 premiers coefficients binomiaux de la ligne d'indice n du triangle de Pascal. 
Les premières lignes en sont :
| {\displaystyle _{n}\!\!\diagdown \!\!^{k}} | 0 | 1 | 2  | 3  | 4  | 5  |
| ------------------------------------------ | - | - | -- | -- | -- | -- |
| 0                                          | 1 | 1 | 1  | 1  | 1  | 1  |
| 1                                          | 1 | 2 | 2  | 2  | 2  | 2  |
| 2                                          | 1 | 3 | 4  | 4  | 4  | 4  |
| 3                                          | 1 | 4 | 7  | 8  | 8  | 8  |
| 4                                          | 1 | 5 | 11 | 15 | 16 | 16 |
| 5                                          | 1 | 6 | 16 | 26 | 31 | 32 |

Le triangle a été complété par les termes pour {\displaystyle k>n}, où dans ce cas {\displaystyle B_{n,k}=\sum _{p=0}^{k}{n \choose p}=\sum _{p=0}^{n}{n \choose p}=2^{n}}.
On obtient donc le triangle de Bernoulli en ajoutant à chaque colonne du triangle de Pascal les colonnes précédentes.
Comme dans le triangle de Pascal, chaque terme du triangle de Bernoulli est la somme de deux termes de la ligne précédente, c'est-à-dire que :
{\displaystyle B_{n,k}=B_{n-1,k}+B_{n-1,k-1}.}
L'initialisation pour le triangle est {\displaystyle B_{n,0}=1} (identique à celle du triangle de Pascal), et {\displaystyle B_{n,n}=2^{n}}.
Pour le triangle complété, il suffit de prendre {\displaystyle B_{0,k}=1}.
Remarque : avec la même initialisation : {\displaystyle T_{n,0}=T_{0,k}=1}, mais la relation de récurrence {\displaystyle T_{n,k}=T_{n-1,k}+T_{n,k-1}}, on obtient {\displaystyle T_{n,k}={\binom {n+k}{k}}}, et avec la relation de récurrence : {\displaystyle T_{n,k}=T_{n-1,k}+T_{n-1,k-1}+T_{n,k-1}}, on obtient {\displaystyle T_{n,k}=D(n,k)}, nombre de Delannoy.

## Formule close
Il existe une formule close exprimant {\displaystyle B_{n,k}=\sum _{p=0}^{k}{n \choose p}}, mais elle fait intervenir une fonction hypergéométrique (voir  A008949) (alors que la somme alternée partielle d'une ligne du triangle de Pascal s'exprime simplement : {\displaystyle \sum _{p=0}^{k}(-1)^{p}{\binom {n}{p}}=(-1)^{k}{\binom {n-1}{k}}}).
On peut par contre exprimer simplement le terme central : {\displaystyle B(2n,n)={\frac {4^{n}+{\binom {2n}{n}}}{2}}}, voir la suite A032443 de l'OEIS.

## Propriétés
{\displaystyle B_{n,k}=1+n+{\frac {n(n-1)}{2}}+\cdots +{\frac {n(n-1)\cdots (n-k+1)}{k!}}} est un polynôme en n de degré k. C'est l'unique polynôme de Lagrange de degré k , {\displaystyle L_{k}}, tel que {\displaystyle L_{k}(n)=2^{n}} pour {\displaystyle n=0,1,\cdots ,k}.

### Somme d'un colonne
En itérant la relation de récurrence, on obtient que {\displaystyle B_{n,k}=B_{n-1,k-1}+B_{n-2,k-1}+\cdots +B_{0,k-1}+1} : chaque terme est la somme des termes de la colonne précédente (complétée) jusqu'à la ligne précédente augmentée de 1 ; par exemple, dans la ligne 4 : 15 = 7+4+2+1+1.

### Somme d'une diagonale descendante
En itérant autrement la relation de récurrence, on obtient que {\displaystyle B_{n,k}=B_{n-1,k}+B_{n-2,k-2}+\cdots +B_{n-k-1,0}} : chaque terme est la somme des termes de la diagonale descendante jusqu'à la ligne précédente ; par exemple, dans la ligne 4 : 15 = 8+4+2+1.

### Somme d'une diagonale montante
Comme dans le triangle de Pascal et d'autres triangles de construction similaire, la somme des termes d'une diagonale montante du triangle de Bernoulli complété s'exprime à l'aide de la suite de Fibonacci  : {\displaystyle \sum _{k=0}^{n}B_{n-k,k}=F_{n+3}-1}. Par exemple, à partir de la ligne 3 : {\displaystyle 1+3+2+1=7=F_{6}-1}. Si on se limite au triangle, {\displaystyle \sum _{k=0}^{\left\lfloor {\frac {n}{2}}\right\rfloor }B_{n-k,k}=F_{n+3}-2^{\left\lfloor {\frac {n+1}{2}}\right\rfloor }} ; voir la suite A079284 de l'OEIS.

### Suites associées aux colonnes

Colonnes du triangle de Bernoulli avec indication en anglais de la suite correspondante et son numéro dans l'OEIS.

- {\displaystyle B_{n,1}=n+1} est le nombre de parties d'un segment séparé par n points distincts.

- {\displaystyle B_{n,2}={\frac {n^{2}+n+2}{2}}} est le nombre maximal de morceaux que l'on peut obtenir en coupant un disque (ou un convexe plan ) par n coupes rectilignes (voir la suite du traiteur paresseux).
- {\displaystyle B_{n,3}={\tfrac {1}{6}}\left(n+1)(n(n-1)+6\right)} est le nombre maximal de morceaux que l'on peut obtenir en coupant un convexe de l'espace par n coupes planes (voir la suite des nombres gâteaux).
- Plus généralement, {\displaystyle B_{n,k}} est le nombre maximal de morceaux que l'on peut obtenir en coupant un convexe de {\displaystyle {\mathbb {R}}^{k}} par n hyperplans affines.
- {\displaystyle B_{n,4}=1+{\binom {n+1}{2}}+{\binom {n+1}{4}}} est aussi le nombre maximal de régions déterminées par les cordes joignant {\displaystyle n+1} points sur un cercle [4],[5],[6],[7],[8].